# خذيون العليا (كوهمرة خامي)
خذیون العلیا (بالفارسية: خذیون علیا) هي قرية تقع في إيران في قسم كوهمرة خامي الريفي.